# Réserve naturelle nationale de l'astroblème de Rochechouart-Chassenon
La réserve naturelle nationale de l'astroblème de Rochechouart-Chassenon (RNN169) est une réserve naturelle nationale située dans la région Nouvelle-Aquitaine. Créée en 2008 pour une superficie de 50 hectares, elle protège les sites de l'astroblème de Rochechouart-Chassenon qui correspondent aux traces de l'impact d'une météorite tombée il y a environ 200 millions d’années.

## Localisation
La réserve se situe à cheval sur les départements de la Haute-Vienne) et de la Charente) dans la région Nouvelle-Aquitaine. Elle est composée de treize petites entités, réparties sur cinq communes (Rochechouart, Videix, Chéronnac en Haute-Vienne, Chassenon et Pressignac en Charente).

## Histoire du site et de la réserve
Il y a environ 200 millions d’années, un astéroïde d’un kilomètre et demi de diamètre a percuté la Terre à une vitesse d’environ vingt kilomètres par seconde, au lieu-dit de la Judie. 
La présence de nombreuses roches fracturées et de brèches dans la région est restée longtemps inexpliquée. Ce n'est qu'en 
1969 que François Kraut fait l'hypothèse qu'elles sont issues d'un impact météoritique. Une carte géologique a été éditée en 1996.
Le site a également été référencé European Geopark sous l’appellation Astroblème-Châtaigneraie limousine d'octobre 2004 jusqu'en juin 2006.

## Écologie

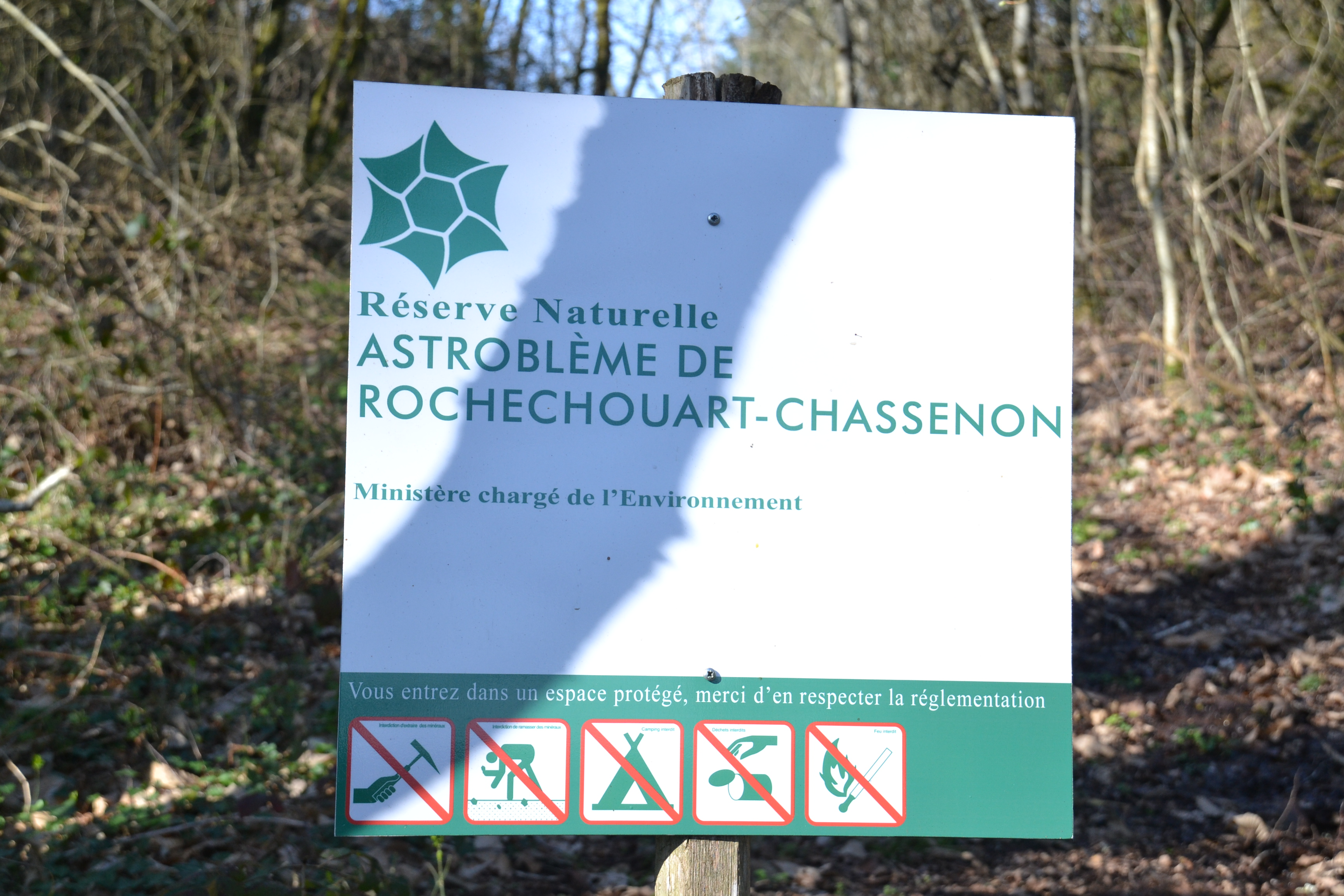
Panonceau à l'entrée d'un des sites de la réserve, à Chéronnac.

La réserve protège plusieurs sites qui se trouvent dans l'emprise de l'astroblème de Rochechouart-Chassenon.
Toute activité de recherche ou d’exploitation minière et tout prélèvement de roches ou de minéraux sont interdits sur le territoire de la réserve naturelle. Toutefois, des prélèvements effectués à des fins scientifiques ou dans le cadre de fouilles archéologiques peuvent être autorisés, y compris par forages ou sondages, après avis du conseil scientifique de la réserve. En raison de cette interdiction, la vente de minéraux en provenance de la réserve est désormais illicite si ces échantillons ont été prélevés après le 18 septembre 2008, date du classement.
Afin d’effectuer des prélèvements de minéraux, une autorisation préalable doit être obtenue auprès de la Délégation régionale à la recherche et à la technologie (DRRT) et de la Direction régionale de l’environnement (DIREN) du Limousin.

## Intérêt touristique et pédagogique
De nombreuses traces de l'impact sont visibles en étudiant les roches utilisées dans les monuments et habitations de la région.

## Administration
La gestion de la réserve naturelle est assurée par la Communauté de communes du Pays de la Météorite, puis la Communauté de communes Porte Océane du Limousin qui la remplace.

### Outils et statut juridique
La réserve naturelle a été créée par un décret du 18 septembre 2008.